# Lijst van hondenrassen
Onderstaande is een lijst van hondenrassen. Voor zover mogelijk is de lijst thematisch ingedeeld naar de onderverdeling die gehanteerd wordt door de internationale kennelclub Fédération Cynologique Internationale (FCI). De FCI deelt de rassen in in tien rasgroepen. Niet door de FCI erkende rassen zijn daaronder in een aanvullende groep geplaatst.
Een eventuele verdere verdeling van een erkend ras in 'variëteitsgroepen' is inspringend opgenomen. Als er variëteitsgroepen gedefinieerd zijn, mag meestal alleen met honden van dezelfde groep gefokt worden. In feite neemt de variëteitsgroep dan de plaats van het hondenras in. In totaal worden er 370 hondenrassen erkend door de FCI. Deze hondenrassen worden verdeeld in een aantal typen.

## Rasgroep 1: Herdershonden en veedrijvers

### Sectie Herdershonden
- Australische herder of Australian Shepherd
- Bearded collie
- Beauceron
- Belgische herder
  - Groenendaeler
  - Laekense herder
  - Mechelse herder
  - Tervuerense herder
- Bergamasco
- Berghond van de Maremmen en Abruzzen of maremma
- Bordercollie
- Briard
- Ca de bestiar of Majorcaanse herder
- Cão da Serra de Aires of Portugese herder
- Catalaanse herder of Gos d'Atura
- Ciobanesc romanesc mioritic
- Duitse herder
- Hollandse herder
- Karpatische herdershond of Ciobănesc românesc carpatin
- Kelpie
- Komondor
- Kroatische herder of Hrvatski ovčar
- Kuvasz
- Mudi
- Old English Sheepdog of bobtail
- Picardische herdershond
- Polski owczarek nizinny of Poolse laaglandherder
- Puli
- Pumi
- Pyrenese herdershond
- Saarlooswolfhond
- Schapendoes
- Schipperke
- Schotse herdershond of collie
- Shetland sheepdog of sheltie
- Slovenský čuvač of cuvac
- Tatrahond of Polski owczarek podhalanski
- Tsjecho-Slowaakse wolfhond
- Welsh corgi Cardigan
- Welsh corgi Pembroke
- Zuid-Russische owcharka
- Zwitserse witte herder

### Sectie Veedrijvers
- Australian cattle dog of Australische veedrijvershond
- Bouvier des Ardennes
- Bouvier des Flandres of Vlaamse koehond

## Rasgroep 2: Pinschers, schnauzers, molossers en sennenhonden

### Sectie Pinschers en schnauzers
- Affenpinscher
- Deens-Zweedse boerderijhond
- Dobermann
- Duitse pinscher
- Dwergpinscher
- Dwergschnauzer
- Hollandse smoushond of Smous
- Middenslagschnauzer
- Oostenrijkse pinscher
- Riesenschnauzer
- Zwarte Russische terriër

### Sectie Molossers en berghonden

#### Subsectie Type mastiff
- Argentijnse dog of dogo argentino
- Bordeauxdog
- Boxer
- Broholmer
- Bullmastiff
- Ca de bou of Perro de Presa Mallorquin
- Cane corso
- Cão de Fila de São Miguel of Saint Miguel cattle dog
- Cimarrón Uruguayo
- Duitse dog
- Engelse buldog
- Fila brasileiro
- Mastiff
- Mastino Napoletano
- Perro de Presa Canario of Dogo Canario
- Rottweiler
- Shar-pei
- Tosa

#### Subsectie Type berghond
- Aidi of atlashond
- Anatolische herder
- Cão da Serra da Estrela of Estrela berghond
- Cão de Castro Laboreiro
- Centraal-Aziatische owcharka
- Ciobanesc Romanesc de Bucovina
- Hovawart
- Karakachan
- Kaukasische owcharka
- Kraški ovčar of karstherder
- Landseer ECT
- Leonberger
- Mastín del Pirineo of Pyrenese mastiff
- Mastín español of Spaanse mastiff
- Newfoundlander
- Pyrenese berghond
- Rafeiro do Alentejo of Alentejo mastiff
- Šarplaninac
- Sint-bernard
- Tibetaanse mastiff of do-khyi
- Tornjak

### Sectie Sennenhonden
- Appenzeller sennenhond
- Berner sennenhond
- Entlebucher sennenhond
- Grote Zwitserse sennenhond

## Rasgroep 3: Terriërs

### Sectie Grote- en Middenslagterriërs
- Airedaleterriër
- Bedlingtonterriër
- Borderterriër
- Braziliaanse terriër
- Duitse jachtterriër
- Foxterriër
- Glen of Imaalterriër
- Ierse terriër
- Irish soft-coated wheaten terrier
- Kerry blue-terriër
- Lakelandterriër
- Manchesterterriër
- Parson Russell-terriër
- Welsh terriër

### Sectie Kleine terriërs
- Andalusische bodeguero ratonero
- Australische terriër
- Cairnterriër
- Ceskyterriër
- Dandie Dinmont-terriër
- Jackrussellterriër
- Japanse terriër
- Norfolkterriër
- Norwichterriër
- Schotse terriër
- Sealyhamterriër
- Skyeterriër
- West Highland white terrier

### Sectie Terriërs van het type buldog
- Amerikaanse staffordshireterriër
- Bulterriër
- Miniatuurbulterriër
- Staffordshire-bulterriër

### Sectie Terriërs van het type dwerghond
- Australische silkyterriër of Silkyterriër
- Engelse toyterriër
- Yorkshireterriër

## Rasgroep 4: Dashonden
- Teckel of dashond
  - dwerg
  - kaninchen
  - standaard

## Rasgroep 5: Spitsen en oertypen

### Sectie Sledehonden
- Alaska-malamute
- Canadese eskimohond
- Groenlandse hond
- Samojeed
- Siberische husky

### Sectie Scandinavische jachthonden
- Finse spits
- Jämthund of Zweedse elandhond
- Karelische berenhond
- Noorse elandhond
- Noorse lundehond
- Norrbottenspets
- Oost-Siberische laika
- Russisch-Europese laika
- West-Siberische laika

### Sectie Scandinavische waak- en herdershonden
- Finse lappenhond of Suomenlapinkoira
- IJslandse hond
- Lapinporokoira of Lappen-herdershond
- Noorse buhund
- Västgötaspets of Vallhund
- Zweedse lappenhond

### Sectie Europese keeshonden
- Keeshond
  - dwerg
  - groot
  - klein
  - middenslag
  - wolfskees
- Volpino italiano

### Sectie Aziatische keeshonden
- Chowchow
- Eurasiër
- Hokkaido
- Japanse spits
- Kai
- Kishu
- Koreaanse jindohond
- Shiba
- Shikoku

### Sectie Oertypen
- Akita
- Amerikaanse akita of Great Japanese dog
- Basenji
- Canaänhond
- Faraohond
- Mexicaanse naakthond
- Peruaanse naakthond

### Sectie Jagende oertypen
- Cirneco dell'Etna
- Podenco canario
- Podenco ibicenco
- Podengo português
- Taiwandog
- Thai ridgebackdog of Thaise pronkrug

## Rasgroep 6: Lopende honden en zweethonden

### Sectie Lopende honden

#### Subsectie Grote lopende honden
- American foxhound
- Billy
- Black and tan coonhound
- Bloedhond of sint-hubertushond
- Foxhound
- Français blanc et noir
- Français blanc et orange
- Français tricolore
- Grand anglo-français blanc et noir
- Grand anglo-français blanc et orange
- Grand anglo-français tricolore
- Grand bleu de Gascogne
- Grand Gascon saintongeois
- Grand griffon vendéen
- Otterhound
- Poitevin

#### Subsectie Middenslag lopende honden
- Anglo-Français de petit vénerie
- Ariégeois
- Beagle-harrier
- Bosanski ostrodlaki gonic barak
- Brandlbracke of Oostenrijkse gladharige brak
- Briquet griffon vendéen
- Chien d'Artois
- Crnogorski planinski gonic
- Dunker
- Erdélyi kopó
- Finse brak
- Gończy Polski
- Griffon bleu de Gascogne
- Griffon fauve de Bretagne
- Griffon nivernais
- Haldenstøvare
- Hamiltonstövare
- Harrier
- Hellinikos ichnilatis
- Hygenhund
- Istarski kratkodlaki gonic
- Istarski ostrodlaki gonic
- Ogar polski
- Petit bleu de Gascogne
- Petit Gascon saintongeois
- Porcelaine
- Posavski gonic
- Sabueso español
- Schillerstövare
- Schweizer Laufhund
  - Berner Laufhund
  - Jura Laufhund
  - Luzerner Laufhund
  - Schwyzer Laufhund
- Segugio italiano
  - korthaar
  - ruwhaar
- Slovensky kopov
- Smalandstövare
- Srpski gonic
- Srpski trobojni gonic
- Steirische rauhhaarbracke
- Tiroler brak

#### Subsectie Kleine lopende honden
- Basset artésien normand
- Basset bleu de Gascogne
- Basset fauve de Bretagne
- Basset hound
- Beagle
- Drever
- Duitse brak
- Grand basset griffon vendéen
- Petit basset griffon vendéen
- Schweizerischer Niederlaufhund
  - Berner niederlaufhund
  - Jura niederlaufhund
  - Luzerner niederlaufhund
  - Schwyzer niederlaufhund
- Westfaalse dasbrak

### Sectie Zweethonden
- Alpenländische dachsbracke
- Beierse bergzweethond
- Hannoveraanse zweethond

### Sectie Verwante rassen
- Dalmatiër of dalmatische hond
- Rhodesian ridgeback of pronkrug

## Rasgroep 7: Voorstaande Honden

### Sectie Continentale voorstaande honden

#### Subsectie Continentale voorstaande honden
- Bracco italiano
- Braque d'Auvergne
- Braque de l'Ariège
- Braque du Bourbonnais
- Braque Dupuy
- Braque français
  - type Gascogne
  - type Pyrénées
- Braque Saint-Germain
- Duitse staande hond (draadhaar)
- Duitse staande hond (korthaar)
- Duitse staande hond (stekelhaar)
- Gammel dansk hønsehund of Oud-Deense staande hond
- Perdigueiro de Burgos of staande hond van Burgos
- Perdigueiro português of Portugese pointer
- Poedelpointer
- Vizsla
- Weimarse staande hond

#### Subsectie Type spaniëls
- Drentsche patrijshond
- Duitse staande hond (langhaar)
- Épagneul bleu de Picardie
- Épagneul breton
- Épagneul de Pont-Audemer
- Épagneul français
- Épagneul picard
- Grote münsterländer
- Kleine münsterländer of heidewachtel
- Stabij

#### Subsectie Type griffon
- Český fousek
- Griffon Korthals
- Slovenský hrubosrstý stavač of Slowaakse staande hond
- Spinone italiano

### Sectie Britse en Ierse pointers en setters
- Engelse setter
- Gordon setter
- Ierse setter
- Pointer

## Rasgroep 8: Retrievers, Spaniels en Waterhonden

### Sectie Retrievers
- Chesapeake Bayretriever
- Curly-coated retriever
- Flat-coated retriever
- Golden retriever
- Labrador-retriever
- Nova Scotia duck tolling retriever of toller

### Sectie Opjagende honden
- Amerikaanse cockerspaniël
- Clumberspaniël
- Duitse wachtelhond of Duitse spaniel
- Engelse cockerspaniël
- Engelse springerspaniël
- Fieldspaniël
- Kooikerhondje
- Sussex-spaniël
- Welshe springerspaniël

### Sectie Waterhonden
- Amerikaanse waterspaniël
- Barbet
- Ierse waterspaniël
- Lagotto romagnolo
- Perro de agua español of Spaanse waterhond
- Portugese waterhond
- Wetterhoun

## Rasgroep 9: Gezelschapshonden

### Sectie Bichons
- Bichon frisé
- Bolognezer
- Coton de Tuléar
- Havanezer
- Leeuwhondje
- Maltezer

### Sectie Poedels
- Poedel
  - dwergpoedel
  - grote poedel of koningspoedel
  - middenslagpoedel
  - toypoedel

### Sectie Belgische dwerghonden
- Griffon belge
- Griffon bruxellois
- Petit brabançon

### Sectie Naakthonden
- Chinese gekuifde naakthond

### Sectie Tibetaanse rassen
- Lhasa apso
- Shih tzu
- Tibetaanse spaniël
- Tibetaanse terriër

### Sectie Chihuahua
- Chihuahua

### Sectie Engelse dwergspaniëls
- Cavalier-kingcharlesspaniël
- Kingcharlesspaniël

### Sectie Chin en pekingees
- Japanse spaniël of chin
- Pekingees

### Sectie Continentale dwergspaniëls
- Épagneul nain continental
  - Papillon of vlinderhondje
  - Phalène of nachtvlinderhondje
- Russische toyterriër of russkiy toy

### Sectie Kromfohrländer
- Kromfohrländer

### Sectie Dwergdoggen
- Bostonterriër
- Franse buldog
- Mopshond

## Rasgroep 10: Windhonden

### Sectie Windhonden met bevedering of lange vacht
- Afghaanse windhond
- Barzoi
- Saloeki

### Sectie Ruwharige windhonden
- Deerhound
- Ierse wolfshond

### Sectie Gladharige windhonden
- Azawakh
- Chart polski
- Galgo español
- Greyhound
- Hongaarse windhond of magyar agár
- Italiaans windhondje
- Sloughi
- Whippet

## Voorlopig erkende rassen
- Australian stumpy tail cattle dog
- Barbado da Terceira
- Boheemse herder
- Cão de Gado Transmontana
- Continental bulldog
- Épagneul de Saint-Usuge
- Estische brak of Eesti Hagijas
- Gos Rater Valencia of Valencia terriër
- Kintamanihond
- Lancashire heeler
- Miniature American Shepherd
- Olde English Bulldogge
- Prazsky Krysarik of Praagse Rattler
- Segugio maremmano
- Tai Bangkaew dog
- Yakut Laika

## Niet-erkende rassen
- Alano Español - in Nederland erkend
- Alapaha Blue Blood bulldog
- Alaskan klee kai - in de VS erkend
- Amerikaanse buldog - in de VS en Groot-Brittannië erkend
- Amerikaanse eskimohond
- Amerikaanse naakthond of American Hairless terriër - in Nederland erkend
- Amerikaanse toyterriër
- Armant
- Armeense Gampr - in Rusland erkend
- Barrocal algarvio - in Portugal erkend
- Biewer terriër - in Nederland en Duitsland erkend
- Bodeguero
- Boerboel
- Boerenfox
- Bolonka Zwetna - in Nederland erkend
- Boomer
- Campeiro bulldog
- Caravan Hound of Mudhol Hound - in India erkend
- Catalburun of Turkse pointer
- Cavachon
- Cavapoo
- Chileense terriër
- Chongqing dog - in Nederland erkend
- Chuandong hound - in Nederland erkend
- Cockapoo
- Engelse labrador
- Europese sledehond
- Fellterriër of Patterdaleterriër
- Franse krulhaar meerkleurig of Bonte poedel - in Nederland erkend
- Goberian
- Goldendoodle
- Gonche of Bulgaarse zweethond - in Bulgarije erkend
- Griekse herdershond
- Jezdoraja laika
- Karelo-Finse laika
- Kokoni
- Labradoodle - in Australië erkend
- Maltipoo
- Markiesje - in Nederland en België erkend
- Moskovitische waakhond
- Nenezker laika
- New Guinea singing dog
- Odis - in Nederland erkend
- Oudduitse herder - in Nederland, België en Duitsland erkend
- Pachón Navarro of Oud-Spaanse pointer
- Pandikona
- Pitbull
- Polski Spaniel Mysliwski of Poolse jachtspaniel - in Nederland erkend
- Pomsky
- Puggle
- Rat terriër - in de VS erkend
- Romanian raven shepherd
- Sakhalin husky
- Sarabi-mastiff
- Schafpudel of Hütepudel
- Serrano bulldog
- Silken windhound - in Nederland en Duitsland erkend
- Silken Windsprite - in Nederland erkend
- Taigan - in Rusland, Oekraïne, Wit-Rusland, Kazachstan, Oezbekistan, Estland, Letland, Litouwen, Hongarije, Polen en Duitsland erkend
- Tamaskan
- Tazi
- Toy Foxterriër - in de VS en Nederland erkend
- Vostochno Evro-Peskaya Ovcharka - in Nederland en Rusland erkend